# Emma Raducanuová
Emma Raducanuová, MBE, (nepřechýleně Raducanu, * 13. listopadu 2002 Toronto) je britská profesionální tenistka. Na US Open 2021 se stala prvním tenistou historie, který vyhrál grandslamovou dvouhru z pozice kvalifikanta a prvním, jenž triumfoval již při druhé účasti na turnajích velké čtyřky. Ve své dosavadní kariéře na okruhu WTA Tour vyhrála jeden singlový turnaj. V rámci okruhu ITF získala tři tituly ve dvouhře.
Na žebříčku WTA byla ve dvouhře nejvýše klasifikována v červenci 2022 na 10. místě. V prosinci 2022 najala  Němce Sebastiana Sachse, který se stal trenérem na zkoušku do konce roku. Mezi dubnem a říjnem 2022 ji vedl Dmitrij Tursunov. Od prosince 2021 do dubna následujícího roku byl jejím trenérem Němec Torben Beltz. Mezi červencem až listopadem 2021 ji vedl bývalý britský tenista Andrew Richardson, který nahradil Nigela Searse.
Narodila se v Kanadě do rodiny čínské matky a rumunského otce. Ve dvou letech se s rodiči přestěhovala do Londýna. Po šestnáctiměsíční neaktivitě debutovala na túře WTA červnovým Nottingham Open 2021. Jako členka čtvrté světové stovky obdržela divokou kartu do Wimbledonu 2021, kde skrečovala duel čtvrtého kola kvůli dýchacím potížím. Londýnským výsledkem se zařadila mezi elitní dvoustovku tenistek. Navazující grandslam US Open 2021 již vyhrála bez ztráty setu, přestože nastoupila do kvalifikace. Na turnajích velké čtyřky se stala první britskou vítězkou od Virginie Wadeové ve Wimbledonu 1977 a v 18 letech nejmladší od Šarapovové ve Wimbledonu 2004. Premiérově se tak posunula do světové třicítky a stala britskou jedničkou.
V britském týmu Billie Jean King Cupu debutovala v roce 2022 štvanickým kvalifikačním kolem proti Česku, v němž jako jednička družstva porazila Terezu Martincovou a prohrála s Markétou Vondroušovou. Britky odešly poraženy 2:3 na zápasy. Do listopadu 2023 v soutěži nastoupila k jedinému mezistátnímu utkání s bilancí 1–1 ve dvouhře a 0–0 ve čtyřhře.
V roce 2021 ji Ženská tenisová asociace vyhlásila nováčkem roku a BBC zvolila sportovní osobností roku. V lednu 2022 obdržela Řád britského impéria (MBE) za služby v tenise. V dubnu téhož roku převzala světovou sportovní cenu Laureus za největší pokrok roku.

## Soukromý život
Narodila se roku 2002 v Torontu do rodiny Iana a Renee Raducanuových, kteří pracují ve finančním sektoru. Otec pochází z Bukurešti a matka z východočínského Šen-jangu. Ve dvou letech se s rodiči přestěhovala do Londýna, kde za další tři roky začala hrát tenis v Bromleyho akademii. Po základní škole nastoupila na londýnské dívčí gymnázium Newstead Wood School v Orpingtonu, kde v roce 2021 vystudovala specializaci v ekonomii a matematice. Za silný úder uvedla forhend a jako preferovaný povrch tvrdý dvorec.
Disponuje kanadským i britským občanstvím. Plynně hovoří anglicky, rumunsky a čínsky.

## Tenisová kariéra
V juniorském tenise ji ve čtvrtfinále Wimbledonu 2018 deklasovala Polka Iga Świąteková. V téže fázi dohrála i na US Open 2018 s Francouzkou Clarou Burelovou. Na juniorském kombinovaném žebříčku ITF nejvýše figurovala v prosinci 2018 na 20. místě.
V hlavní soutěži okruhu ITF debutovala v dubnu 2018 na turnaji v čínském Nankingu dotovaném 15 tisíci dolary. Ve čtvrtfinále podlehla Číňance Siao-ti Jou. Premiérový titul v této úrovni tenisu vybojovala během května téhož roku na tiberiaské události s rozpočtem 10 tisíc dolarů. Ve finále přehrála Belgičanku Hélène Scholsenovou po dvousetovém průběhu.

### 2021: Debut na WTA Tour, vítězka US Open a členka Top 30

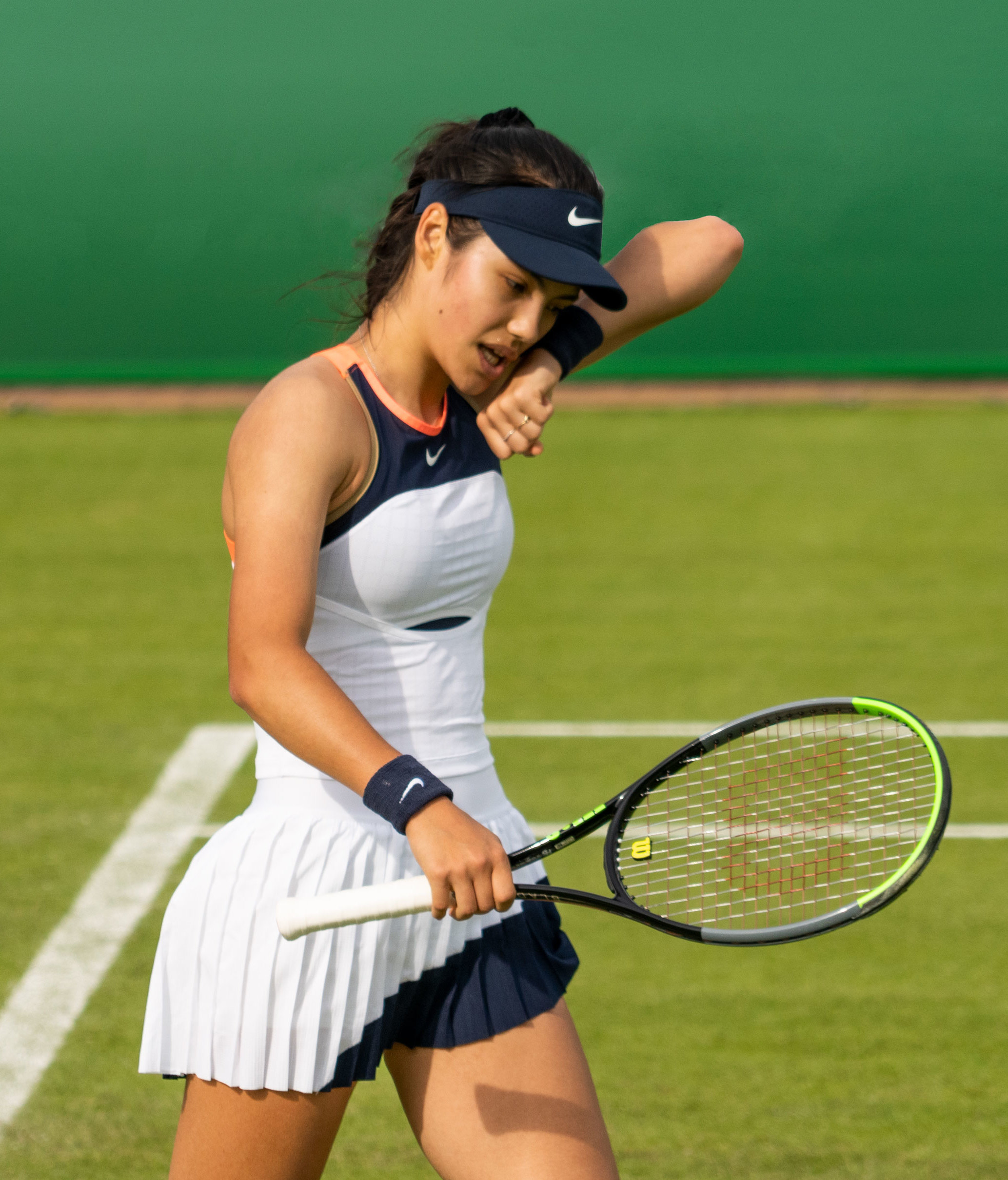
Na Nottingham Open 2021 prožila debut na okruhu WTA Tour

Od přerušení okruhů kvůli koronavirové pandemii v březnu 2020 nehrála šestnáct měsíců až do červnového Viking Open Nottingham 2021, jímž debutovala na okruhu WTA Tour. Jako hráčka startující na divokou kartu však v prvním kole nestačila na krajanku Harriet Dartovou. Navazující nottinghamský turnaj ITF s dotací 100 tisíc dolarů znamenal vítězství nad Australankou Storm Sandersovou a Maďarkou Tímeou Babosovou, než ji ve čtvrtfinále zastavila Bulharka Cvetana Pironkovová.
Premiéru v hlavní soutěži grandslamu prožila další červnový týden. Opět na divokou kartu vstoupila do Wimbledonu 2021 výhrou nad ruskou kvalifikantkou Vitalijí Ďjačenkovou. Jako 338. hráčka žebříčku pak vyřadila členku světové padesátky Markétu Vondroušovou po dvousetovém průběhu a zůstala poslední Britkou v soutěži. Po výhře nad Rumunkou Soranou Cîrsteaovou se stala nejmladší britskou zástupkyní ve třetím kole od Eleny Baltachové téhož věku v roce 2002 a vůbec nejmladší ze čtyř britských teenagerek v open éře wimbledonského osmifinále. V něm však po ztrátě úvodní sady, a tří her ve druhé, skrečovala Australance Ajle Tomljanovićové pro dýchací potíže. Bodový zisk jí zajistil posun do první dvoustovky žebříčku.
Před newyorským grandslamem odehrála srpnový Silicon Valley Classic v kalifornském San José, kde na úvod podlehla Číňance Čang Šuaj. Na turnaji ITF v pensylvánském Landisville, dotovaném 100 tisíci dolary, postoupila z kvalifikace do čtvrtfinále dvouhry. V něm ji vyřadila Španělka Nuria Párrizasová Díazová z počátku druhé světové stovky. O týden později se probojovala přes Američanku Claire Liuovou do finále chicagského challengeru v sérii WTA 125K. V něm prohrála s 18letou Dánkou Clarou Tausonovou po třísetovém průběhu.

#### První kariérní titul na US Open

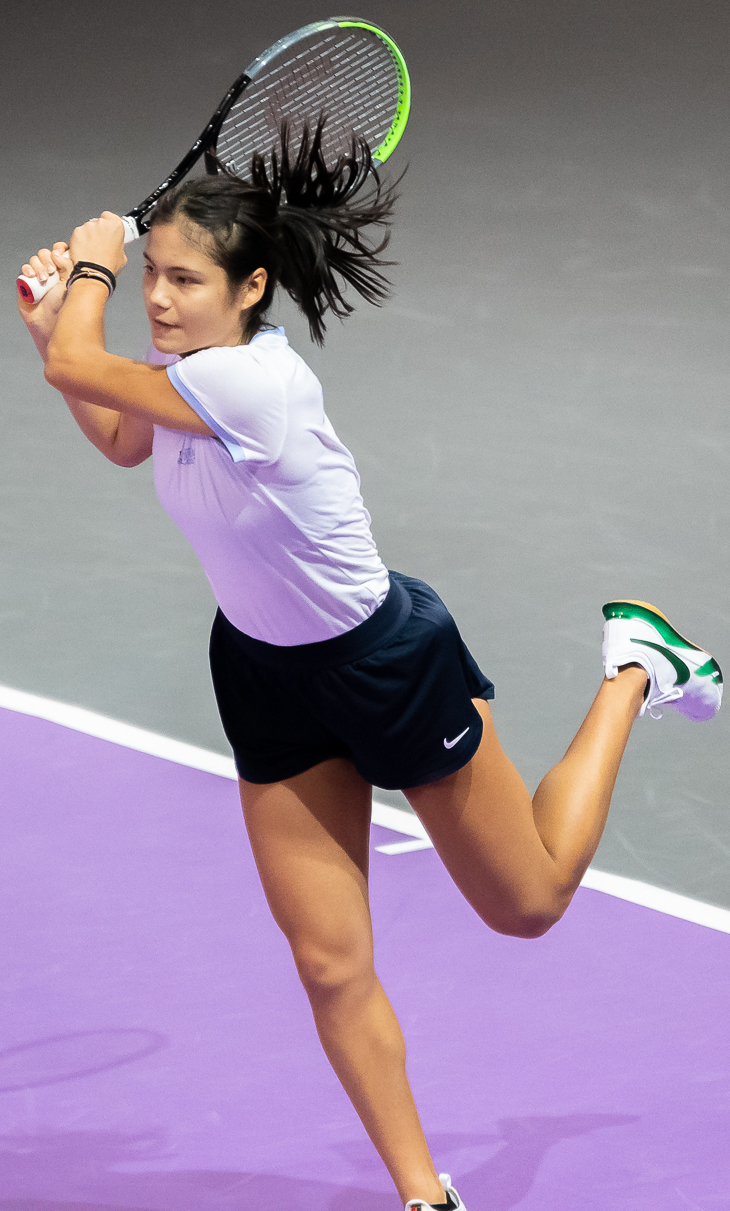
Bekhend na říjnovém Transylvania Open 2021, kde vyhrála první zápas v hlavní soutěži turnaje okruhu WTA Tour, organizovaném ženskou tenisovou asociací.

Na wimbledonský průlomový výsledek navázala i na newyorském US Open, kde prošla tříkolovou kvalifikací. V její závěrečné fázi přehrála nasazenou čtyřku Majar Šarífovou. V prvním kole dvouhry měla být její soupeřkou Jennifer Bradyová z první světové dvacítky, která však z turnaje odstoupila. Místo ní porazila šťastnou poraženou Stefanií Vögeleovou. Ve druhém kole přehrála Čang Šuaj a ve třetím deklasovala Španělku Saru Sorribesovou Tormovou, které povolila jediný game. V druhém osmifinále majoru po jedné hodině zvítězila nad přemožitelkou světové jedničky Bartyové Shelby Rogersovou, čímž se stala historicky třetí kvalifikantkou mezi poslední osmičkou ve Flushing Meadows. Tato výhra jí zajistila premiérový posun do první stovky žebříčku WTA a pozici britské jedničky, když na této pozici vystřídala Kontaovou. Jako první kvalifikantka bez rozdílu pohlaví pak postoupila do newyorského semifinále bez ztráty setu, když vyřadila úřadující olympijskou vítězku a světovou dvanáctku Belindu Bencicovou. V otevřené éře US Open se z pozice 150. hráčky světa stala nejníže postavenou semifinalistkou, finalistkou i šampionkou od Kim Clijstersové v roce 2009, vracející se po narození dcery. Jako pátá tenistka open éry postoupila do newyorského semifinále již při svém debutu.
Po dvousetovém vítězství nad světovou osmnáctkou Marií Sakkariovou se stala vůbec první kvalifikantkou ve finále grandslamové dvouhry, a to bez rozdílu pohlaví. Tento rekord vylepšila ziskem premiérového kariérního titulu, když v závěrečném utkání zdolala 19letou Kanaďanku Leylah Fernandezovou po dvousetovém průběhu. Jednalo se o první grandslamové finále dvou teenagerek od US Open 1999. Jako první tenistka historie na jediném turnaji vyhrála deset zápasů, navíc bez ztráty setu a nutnosti tiebreaku. Rovněž představovala nejmladší grandslamovou finalistku i šampionku od 17leté Marie Šarapovové ve Wimbledonu 2004. Ziskem trofeje již při druhé účasti na turnajích velké čtyřky překonala rekord Selešové a Andreescuové, které potřebovaly k triumfu odehrát čtyři hlavní soutěže. Grandslamovou dvouhru ovládla jako první Britka od Virginie Wadeové ve Wimbledonu 1977, jež byla i poslední britskou šampionkou amerického majoru z roku 1968. Bodový zisk Raducanuovou posunul z druhé stovky klasifikace na 23. místo žebříčku.

### 2022: První celá sezóna na WTA Tour a členka Top 10
Kvůli pozitivnímu testu na covid-19 se nezúčastnila exhibičního turnaje v Abú Zabí ani prvního turnaje v Austrálii, kterým měl být Melbourne Summer Set I. Sezónu rozehrála až v Adelaide, kde ji hned v prvním kole deklasovala Kazaška Jelena Rybakinová. Při debutové účasti na Australian Open zvládla na úvod ostře sledovaný duel s Američankou Sloane Stephensovou, než ji ve druhém kole vyřadila Danka Kovinićová.

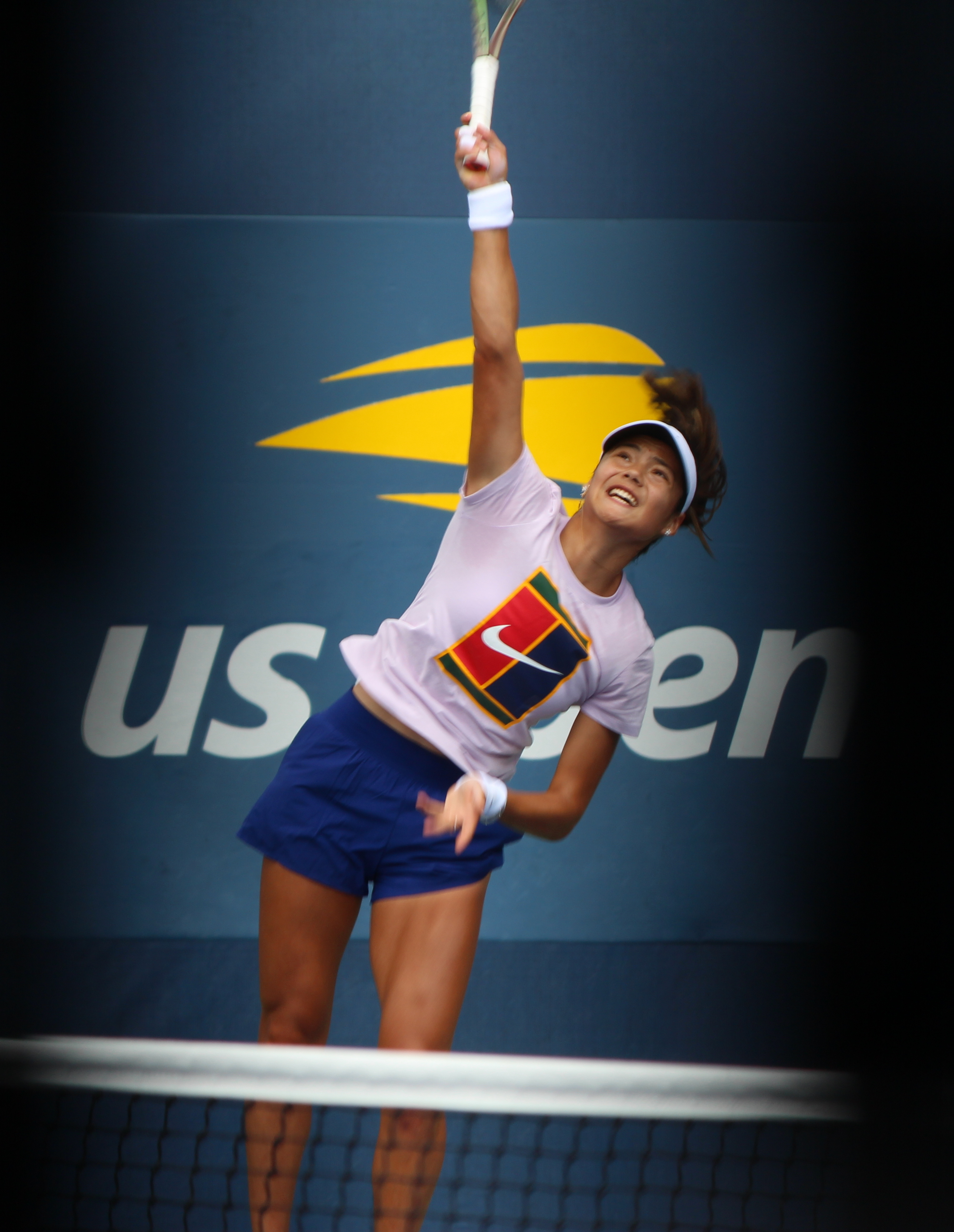
Na US Open se stala třetí obhájkyní titulu v otevřené éře, která vypadla již v úvodním kole

 Ve třetí sadě prvního zápasu na mexickém Abierto Akron Zapopan skrečovala Australance Darje Savilleové pro zranění levé kyčle. Zápas trvající 3.36 hodiny byl do té doby nejdelším v sezóně. V závěru druhého setu přitom podávala na vítězství. Do Guadalajary přijela jako nejvýše nasazená, když v polovině února dosáhla nového žebříčkového maxima, 12. místa. Následně se odhlásila z Monterrey Open pro stále nedoléčené zranění.
V úvodním dílu březnového Sunshine doublu, kalifornském BNP Paribas Open, plnila roli turnajové jedenáctky. Při debutu v Indian Wells porazila po volném losu Caroline Garciaovou ze sedmé světové desítky. Ve třetí fázi však nestačila na Chorvatku Petru Martićovou, jíž patřila 79. příčka. Volný los získala i na navazujícím Miami Open, kde ve třech setech druhého kola nenašla recept na Kateřinu Siniakovou. V britské reprezentaci Billie Jean King Cupu debutovala na Štvanici dubnovým kvalifikačním kolem proti Česku, kde se stala jedničkou týmu. Po výhře nad světovou padesátkou Terezou Martincovou uhrála jen dva gamy na Markétu Vondroušovou, v utkání, kde ji v pohybu limitoval puchýř na chodidle. Češky mezistátní duel ovládly 3:2 na zápasy. Následně odehrála první antukový turnaj na túře WTA, stuttgartský Porsche Tennis Grand Prix. Na cestě do čtvrtfinále přehrála australskou kvalifikantku Storm Sandersovou a Němku Tamaru Korpatschovou, než ji zastavila polská světová jednička Iga Świąteková. V další části evropské antukové sezóny zaznamenala časná vyřazení, na Mutua Madrid Open ve druhém kole s Anhelinou Kalininovou, na úvod Internazionali BNL d'Italia s Biancou Andreescuovou a na grandslamovém French Open ve druhé fázi s Aljaksandrou Sasnovičovou.
Na trávě vyhrála jediný zápas. Během úvodní sady prvního duelu na Rothesay Open Nottingham skrečovala Švýcarce Viktoriji Golubicové, figurující na padesáté páté příčce, pro svalové zranění v oblasti trupu. Ve Wimbledonu nezvládla druhý zápas opět s padesátou pátou ženou pořadí Caroline Garciaovou. Přestože nebyly z londýnského majoru přiděleny body do žebříčku, po jeho skončení se poprvé v kariéře posunula do první světové desítky. Stala se tak teprve pátou Britkou, která tohoto postavení dosáhla.
V roli obhájkyně titulu a jedenácté nasazená startovala na US Open. Již v prvním kole ji vyřadila Francouzka Alizé Cornetová ze čtvrté desítky hodnocení. Stala se tak třetí obhájkyní newyorského majoru vyřazenou již v úvodním kole po Kuzněcovové v roce 2005 a Kerberové v roce 2017. Ztráta 2030 bodů znamenala žebříčkový pád z jedenácté až na osmdesátou třetí příčku světové klasifikace. Jako nejvýše nasazená zasáhla do navazujícího Zavarovalnica Sava Portorož, kde po výhře nad Dajanou Jastremskou nestačila na německou kvalifikantku Annu-Lenu Friedsamovou. Na soulském Korea Open prošla do prvního semifinále v sezóně přes Magdu Linetteovou. V jeho třetím setu, se ztrátou dvou prolomených servisů, však skrečovala Jeļeně Ostapenkové pro poranění hýždí.

## Finále na Grand Slamu

### Ženská dvouhra: 1 (1–0)
| Stav    | rok  | turnaj  | povrch | soupeřka ve finále  | výsledek |
| ------- | ---- | ------- | ------ | ------------------- | -------- |
| Vítězka | 2021 | US Open | tvrdý  | Leylah Fernandezová | 6–4, 6–3 |

## Finále na okruhu WTA Tour
| Legenda                  |
| ------------------------ |
| D – dvouhra; Č – čtyřhra |
| Grand Slam (1–0 D)       |
| Turnaj mistryň (0)       |
| WTA 1000 (0)             |
| WTA 500 (0)              |
| WTA 250 (0)              |

### Dvouhra: 1 (1–0)
| Stav    | č. | datum         | turnaj                           | kategorie  | povrch | soupeřka ve finále  | výsledek |
| ------- | -- | ------------- | -------------------------------- | ---------- | ------ | ------------------- | -------- |
| Vítězka | 1. | 11. září 2021 | US Open, New York, Spojené státy | Grand Slam | tvrdý  | Leylah Fernandezová | 6–4, 6–3 |

## Finále série WTA 125
| Legenda                  |
| ------------------------ |
| D – dvouhra; Č – čtyřhra |
| WTA 125 (0–1 D)          |

### Dvouhra: 1 (0–1)
| Stav       | č. | datum      | turnaj                 | povrch | soupeřka ve finále | výsledek      |
| ---------- | -- | ---------- | ---------------------- | ------ | ------------------ | ------------- |
| Finalistka | 1. | srpen 2021 | Chicago, Spojené státy | tvrdý  | Clara Tausonová    | 1–6, 6–2, 4–6 |

## Tituly na okruhu ITF
| Dotace turnajů okruhu ITF | Dotace turnajů okruhu ITF |
| ------------------------- | ------------------------- |
| 100 000 $ tournaments     | 80 000 $ tournaments      |
| 75 000 $ tournaments      | 60 000 $ tournaments      |
| 50 000 $ tournaments      | 25 000 $ tournaments      |
| 15 000 $ tournaments      | 10 000 $ tournaments      |

### Dvouhra (3 tituly)
| Č. | datum         | turnaj           | povrch | poražená finalistka | výsledek      |
| -- | ------------- | ---------------- | ------ | ------------------- | ------------- |
| 1. | květen 2018   | Tiberias, Izrael | tvrdý  | Hélène Scholsenová  | 7–6(7–3), 6–4 |
| 2. | říjen 2018    | Antalya, Turecko | tvrdý  | Johana Marková      | 6–4, 6–2      |
| 3. | prosinec 2019 | Puné, Indie      | tvrdý  | Naiktha Bainsová    | 3–6, 6–1, 6–4 |

## Chronologie výsledků na Grand Slamu

### Dvouhra
| Turnaj          | 2018 | 2019 | 2020 | 2021    | 2022    | 2023    | 2024    | 2025    | SR     | V–P   |
| --------------- | ---- | ---- | ---- | ------- | ------- | ------- | ------- | ------- | ------ | ----- |
| Australian Open | A    | A    | A    | A       | 2. kolo | 2. kolo | 2. kolo | 3. kolo | 0 / 4  | 5–4   |
| French Open     | A    | A    | A    | A       | 2. kolo | A       | A       | 2. kolo | 0 / 2  | 2–2   |
| Wimbledon       | Q1   | Q1   | NH   | 4. kolo | 2. kolo | A       | 4. kolo | 3. kolo | 0 / 4  | 9–4   |
| US Open         | A    | A    | A    | Vítěz   | 1. kolo | A       | 1. kolo |         | 1 / 3  | 7–2   |
| výhry–prohry    | 0–0  | 0–0  | 0–0  | 10–1    | 3–4     | 1–1     | 4–3     | 5–3     | 1 / 13 | 23–12 |

| Legenda | Legenda                                   | Legenda | Legenda                     |
| ------- | ----------------------------------------- | ------- | --------------------------- |
| SR      | poměr vyhraných turnajů ku všem odehraným | W–L V–P | výhry–prohry                |
| NH      | daný rok se turnaj nekonal                | A       | turnaje se hráč nezúčastnil |
| 1Q / LQ | prohra v (kole) kvalifikace               | 1k / 1R | prohra v daném kole turnaje |
| QF / ČF | prohra ve čtvrtfinále                     | SF      | prohra v semifinále         |
| F       | prohra ve finále                          | Vítěz   | vítězství v turnaji         |

## Rekordy
| Kategorie / turnaj | období       | popis rekordu                                        | sdílení             | zdroj  |
| ------------------ | ------------ | ---------------------------------------------------- | ------------------- | ------ |
| Grand Slam         | 1877         | vítěz dvouhry z pozice kvalifikanta                  | zůstává sama        | [ 57 ] |
| Grand Slam         | 1877         | vítěz dvouhry při druhé účasti v hlavní soutěži      | zůstává sama        | [ 57 ] |
| Grand Slam         | otevřená éra | finalistka dvouhry při druhé účasti v hlavní soutěži | Pam Shriverová      | [ 58 ] |
| US Open            | otevřená éra | vítěz dvouhry při první účasti v hlavní soutěži      | Bianca Andreescuová | [ 59 ] |